# Euploea agema
Euploea agema är en fjärilsart som beskrevs av Hans Fruhstorfer 1910. Euploea agema ingår i släktet Euploea och familjen praktfjärilar. Inga underarter finns listade i Catalogue of Life.